# Jean Bouchor
Pour les articles homonymes, voir Bouchor.
Jean Bouchor (1882-1953) est un écrivain, dramaturge et scénariste français. 

## Biographie
Fils d'Emma Perné et du poète et conteur Maurice Bouchor et neveu du peintre Joseph-Félix Bouchor, le jeune Jean Bouchor grandit dans le Quartier latin, puis dans le quartier de l'Observatoire. Au tout début du XXe siècle, il évolue dans un milieu artistique éclairé, où se mêlent littérature, music-hall et théâtre. Il donne dès 1900 des conférences en compagnie de Marguerite Moreno puis livre des contes à des périodiques, dont La Mort de Nemrod (La Nouvelle Revue, 1902), ou plus tard pour Le Printemps des lettres (1911) édité par François Bernouard et Le Miroir. Il est ensuite tour à tour parolier et auteur de courts tableaux en vers pour la scène. En 1903, on le croise à la salle d'escrime Spinnewyn à Pigalle, en compagnie de Jehan Testevuide.
Il devient attaché au sous-secrétaire des Beaux-Arts, dans le cadre du ministère de l'Instruction publique à compter de 1905. Il donne au théâtre de l'Odéon, Bienheureuse, sa première pièce en vers inspirée de l'Inde, créée le 4 décembre 1908 sous la direction d'André Antoine.
En 1913, il publie son premier roman, L'Ironie sentimentale (Plon), accueilli par la critique en demi-teinte.
Mobilisé durant la Première Guerre mondiale, et, après le conflit, devient chroniqueur musical pour La Rose rouge, revue fondée par Maurice Magre. En 1921, il est le scénariste de Poupée de milliardaire, réalisé par Henri Fescourt (Audax Film). La même année, le 23 avril, le Théâtre des nouveautés, boulevard Poissonnière, est inauguré avec sa comédie en cinq actes, La Journée des surprises, mise en scène par Benoît-Léon Deutsch et Edmond Roze, qui laisse un peu déçue la critique. Il collabore ensuite à La Liberté, au Petit Journal illustré, à Excelsior, au Figaro, en leur livrant des contes et des nouvelles, puis publie deux nouveaux romans. En novembre 1925, il commence à travailler sur Radio-Paris, en écrivant des feuilletons dramatiques ; au cours des années suivantes, il contribue à mettre en ondes de nombreuses pièces radiophoniques écrites par de jeunes auteurs, dont Georges Barbarin. Il est nommé directeur artistique de Radio-Paris, poste qu'il quitte en avril 1935, après avoir mis en onde plus de 3 000 pièces.
Pour Max de Rieux, il est le scénariste d’Une histoire entre mille (1935). 
Avant et après guerre, il écrit plusieurs pièces radiophoniques et aussi pour le théâtre, et un essai consacré à l'art lyrique, dont il était passionné. Il fut à ce titre secrétaire de la Réunion des théâtres lyriques nationaux, sous la présidence de Georges Hirsch.
Jean Bouchor épouse en premières noces à Bordeaux, le 3 avril 1905, Madeleine Cailhac, dont une fille, puis, en secondes noces, à Paris 8e, le 14 février 1946, Suzanne Dupont.

## Publications

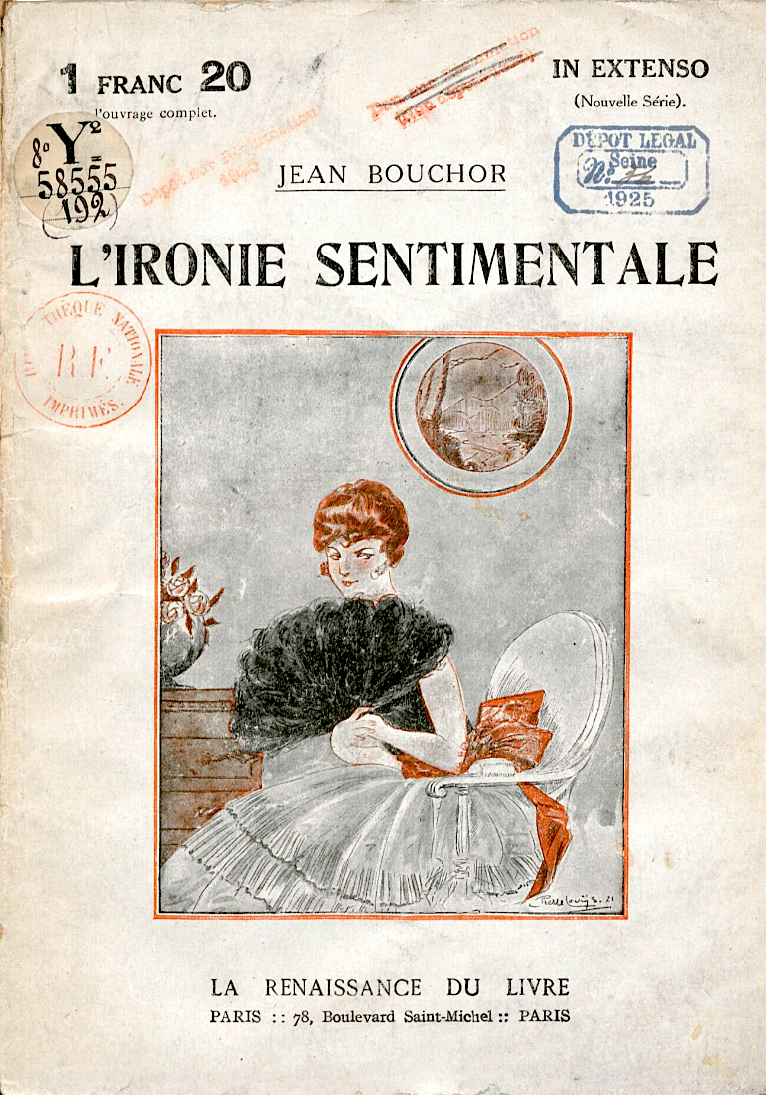
L'Ironie sentimentale, roman réédité dans la collection « In Extenso » avec une couverture illustrée par Pierre Louÿs (1921).

- [parolier] Montmartre-Vision, valse-marche[14], musique de Marguerite Casalonga [1865-1935], Paris, L. Grus, 1909.
- Le Soleil dans la forêt, suivi de : Bienheureuse, pièce en 2 tableaux, en vers, créées à l'Odéon le 5 décembre 1908, Paris, Plon, 1909.
- [parolier] Le Temps d'un rêve !, musique de Francesco Paolo Tosti, Milan, G. Ricordi, 1911.
- L'Ironie sentimentale, roman, Paris, Plon, 1913 ; rééd. La Renaissance du livre, 1922.
- Les Plaisirs de la Vanité ou la Vanité des plaisirs, Paris, Fayard, Les œuvres libres, octobre 1922.
- La Tentative passionnée, roman, Paris, Fayard, 1925.
- Fumées tiré du film Une histoire entre mille, paroles, chant et piano, Paris, Choudens, 1935.
- Isidore ou la corde raide, comédie écrite avec Georges Hirsch, créée au théâtre de l'Empire, 14 octobre 1938.
- L'Heure byzantine, comédie en 1 acte, en vers, pièce radiophonique pour Radio-Paris, 1940.
- L'Amateur d'art lyrique, un siècle de théâtre lyrique français (le Dix-Neuvième siècle), Paris, Heugel, 1946.
- L'Amour romantique, comédie dramatique en 4 actes, d'après La Femme abandonnée de Honoré de Balzac, pièce radiophonique, 1945.
- Les verts-galants : comédie en 3 actes, mise en scène de Max de Rieux, textes avec Georges Hirsch, créée au théâtre de la Potinière le 17 décembre 1948.